# Complejo metal-carbeno
Los compuestos que contienen al menos un doble enlace metal-carbono (M=C) son llamados generalmente complejos metal-carbeno. Un complejo metal-carbeno es un compuesto organometálico que presenta un ligando orgánico divalente. El ligando orgánico divalente coordinado con el centro metálico se llama carbeno. Se han reportado complejos de carbeno para casi todos los metales de transición. El término carbeno usado para el ligando es un formalismo, ya que muchos no se derivan de éstos y casi ninguno exhibe la reactividad característica de ellos. Descritos a menudo como L= CR2, representan una clase de ligandos orgánicos intermedios entre alquilos (−CR3) y carbinos (≡CR). Se presentan en algunas reacciones catalíticas, especialmente en la metátesis olefínica, y son valiosas en la preparación de algunos productos de química fina.

## Clasificación

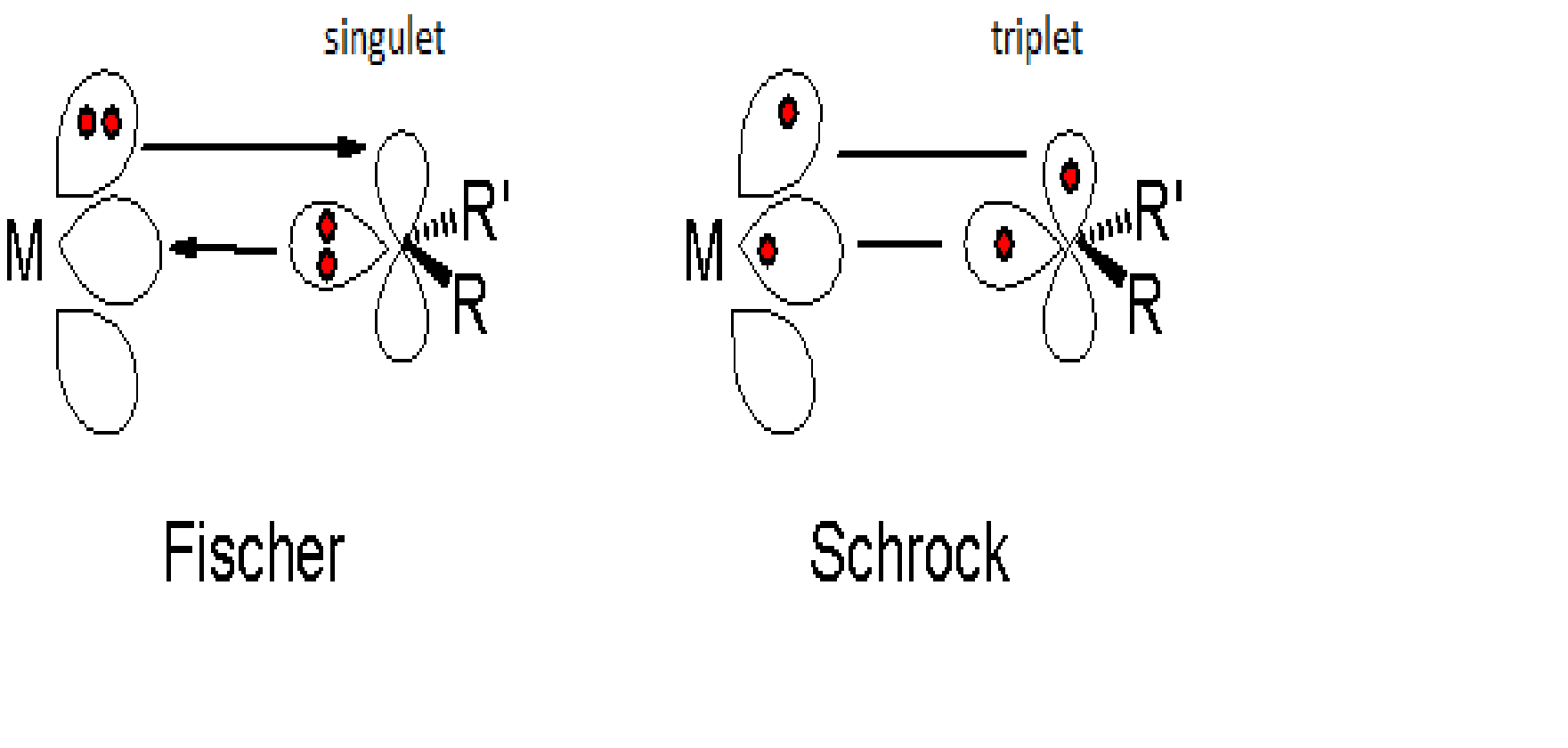
Comparación de las relaciones de enlace entre los carbenos de Fischer y Schrock

Los complejos de metal-carbeno a menudo se clasifican en dos tipos. Los carbenos de Fischer, que llevan el nombre de Ernst Otto Fischer, presentan fuertes aceptores π en el metal y son electrofílicos en el átomo de carbono del carbeno. Los carbenos de Schrock, llamados así por Richard R. Schrock, se caracterizan por ser nucleofílicos en el átomo de carbono del carbeno; además, estas especies típicamente presentan metales en estados de oxidación más altos. Los carbenos N-heterocíclicos (NHC) se popularizaron después del aislamiento de Arduengo de un carbeno libre estable en 1991. Como reflejo del crecimiento en el campo, los complejos de carbeno que se conocen ahora tienen una amplia gama de reactividades diferentes y sustituyentes diversos. A menudo no es posible clasificar un complejo de carbeno con respecto a su electrofilicidad o nucleofilicidad.

### Carbenos de Fischer
Los carbenos de Fischer presentan las siguientes características generales:
- Centro metálico de bajo estado de oxidación.[3]
- Metales de transición medios y tardíos (Fe(0), Mo(0), Cr(0)...).
- Ligandos metálicos aceptores-π.
- sustituyentes dadores-π en el átomo de carbeno, tales como grupos alcoxi y alquilaminas.

El enlace químico se basa en la donación de electrones de tipo σ del orbital lleno del par solitario del átomo de carbeno a un orbital-d vacío del metal, y la unión inversa de un orbital-d lleno del metal al orbital-p vacío delcarbeno. Un ejemplo es el complejo (CO)5W=C(NR2)Ph, el primero en sintetizar Fischer:
Los complejos de Fischer-carbeno se pueden obtener fácilmente mediante la adición de compuestos organometálicos a complejos de carbonilo metálico y posterior alquilación. Para este propósito, por ejemplo, se puede usar un alquil-litio, que inicialmente se agrega al ligando carbonilo. La alquilación se lleva a cabo generalmente con la sal de Meerwein, tetrafluoroborato de trimetiloxonio:
Los carbenos de Fischer se pueden comparar con las cetonas, siendo el carbono de los carbenos electrófilo, muy parecido al carbono carbonílico de una cetona. Al igual que las cetonas, las especies de carbeno de Fischer pueden sufrir reacciones similares a las del aldol. Los átomos de hidrógeno unidos al carbono α al carbono del carbeno son ácidos, y pueden ser desprotonados por una base como el n-butil litio, para dar un nucleófilo que puede sufrir más reacción.
Este carbeno es el material de partida para otras reacciones, como la reacción de Wulff-Dötz.

### Carbenos de Schrock
Los carbenos de Schrock no tienen ligandos aceptores-π. Estos complejos son nucleófilos en el átomo de carbono de carbeno. Los carbenos de Schrock presentan las siguientes características generales:
- Centro metálico de alto estado de oxidación.
- Metales de transición tempranos (Ti(IV), Ta(V)...).
- ligandos dadores-π.
- Sustituyentes de hidrógeno y alquilo en el carbono carbenoide.

La unión en tales complejos se puede ver como el acoplamiento de un metal triplete y un carbeno triplete. Estos enlaces están polarizados hacia el carbono y, por lo tanto, el átomo de carbeno es un nucleófilo. Un ejemplo de un carbeno de Schrock es el compuesto Ta(=C(H)But)(CH2But)3, con un centro metálico de tantalio (V) doblemente unido a un ligando de neopentilideno, así como a tres ligandos de neopentilo:

### Carbenos N-heterocíclicos
Los carbenos N-heterocíclicos (NHC) son ligandos de carbeno particularmente comunes. Son populares porque se preparan más fácilmente que los carbenos de Schrock y Fischer. De hecho, muchos NHC se pueden aislar como ligando libre, ya que son carbenos persistentes. Al estar fuertemente estabilizados por sustituyentes que donantes-π, los NHC son poderosos dadores-σ, pero la unión π con el metal es débil. Por esta razón, el enlace entre el carbono y el centro del metal a menudo está representado por un enlace dativo único, mientras que los carbenos de Fischer y Schrock generalmente se representan con enlaces dobles al metal. Continuando con esta analogía, los NHC a menudo se comparan con los ligandos de trialquilfosfina. Al igual que las fosfinas, los NHC sirven como ligandos espectadores que influyen en la catálisis mediante una combinación de efectos electrónicos y estéricos, pero no se unen directamente a los sustratos. Los carbenos sin ligando metálico se han producido en el laboratorio.

### Radical carbeno
Los radicales carbeno son intermedios de reacción de larga duración que se caracterizan por:
- Centro metálico de bajo estado de oxidación con orbital dz2 ocupado individualmente.
- Metales de transición medios y tardíos, como Co(II)[15]
- Ligando dador-σ y aceptor-π
- Sustituyentes aceptores-π en el ligando tales como grupos carbonilo o sulfonilo.

El enlace químico presente en los radicales carbeno se describe como intermedio de los carbenos de Fischer y Schrock.

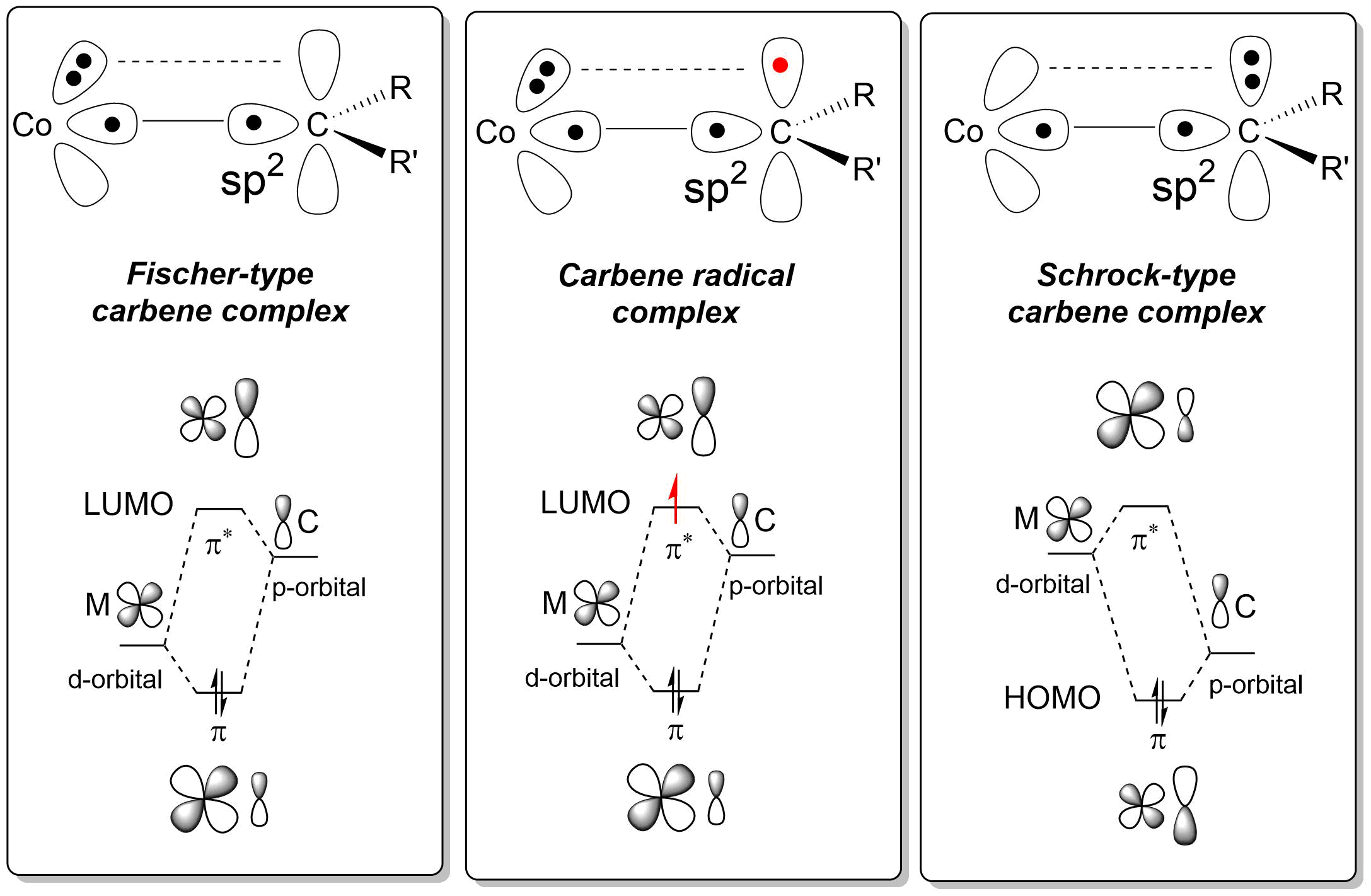
Esquema de enlaces de complejos radicales de carbeno en comparación con los complejos de carbeno tipo Schrock y Fischer